# Knemodynerus sinaiticus
Knemodynerus sinaiticus är en stekelart som först beskrevs av Giordani Soika 1939.  Knemodynerus sinaiticus ingår i släktet Knemodynerus och familjen Eumenidae. Inga underarter finns listade i Catalogue of Life.